# Quarto trocantere

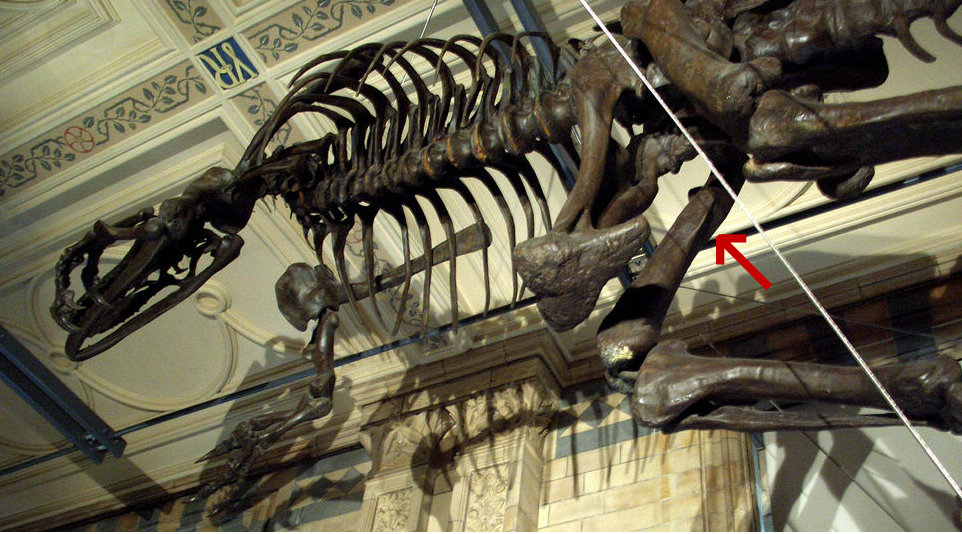
Scheletro di un dinosauro carnivoro bipede, in cui è visibile il quarto trocantere (indicato dalla freccia rossa).

Il quarto trocantere è una caratteristica anatomica condivisa tra gli arcosauri. È una sorta di bozzo presente verso la metà del femore, sul lato postero-mediale. Serve come punto d'inserzione per i muscoli, principalmente per il Musculus caudofemoralis longus, il principale muscolo retrattore della coda, che tira all'indietro il femore.
Il quarto trocantere apparve per la prima volta negli eritrosuchidi, grandi arcosauromorfi basali che vissero nel Triassico inferiore e divennero i predatori dominanti per alcuni milioni di anni.
Questo dettaglio apparentemente insignificante potrebbe aver reso possibile l'evoluzione dei dinosauri, poiché facilita la postura bipede. Tutti i primi dinosauri e molti altri successivi, infatti, erano bipedi. Il quarto trocantere, inoltre, potrebbe essere stato un fattore del grande successo degli arcosauri (e dei loro stretti parenti) subito dopo l'evento di estinzione del Permiano-Triassico.